# I liga polska w hokeju na lodzie (1956/1957)
2. sezon I ligi polskiej w hokeju na lodzie rozegrany został na przełomie 1956 i 1957 roku. Był to 22. sezon rozgrywek o Mistrzostwo Polski w hokeju na lodzie. W rozgrywkach wzięło udział 8 zespołów.
Podczas krajowej konferencji sprawozdawczo wyborczej Sekcji Hokeja na Lodzie Głównego Komitetu Kultury Fizycznej (SHL GKKF, tymczasowo zastępująca PZHL w latach 50.) 11 października 1956 rozlosowano kolejki ligowe (I runda: 18, 25 listopada, 2, 9, 16, 23, 30 grudnia 1956; II runda: 6, 13, 20, 24, 27 stycznia, 3, 10 lutego 1957), a także podjęto decyzję, iż kluby mogą zgłaszać zawodników do 1 listopada 1956, a ponadto założono centralną kartotekę zawodników.

## Tabela
| Lp. | Zespół            | M  | Pkt | W  | R | P  | G + | G - | +/-  |
| --- | ----------------- | -- | --- | -- | - | -- | --- | --- | ---- |
| 1   | CWKS Warszawa     | 14 | 27  | 13 | 1 | 0  | 121 | 31  | +90  |
| 2   | Górnik Katowice   | 14 | 24  | 11 | 2 | 1  | 121 | 43  | +78  |
| 3   | KTH Krynica       | 14 | 20  | 10 | 0 | 4  | 84  | 40  | +44  |
| 4   | Podhale Nowy Targ | 14 | 14  | 7  | 0 | 7  | 65  | 76  | -11  |
| 5   | Start Katowice    | 14 | 12  | 6  | 0 | 8  | 47  | 68  | -21  |
| 6   | CWKS Bydgoszcz    | 14 | 11  | 5  | 1 | 8  | 49  | 79  | -30  |
| 7   | Pomorzanin Toruń  | 14 | 2   | 1  | 0 | 13 | 26  | 73  | -47  |
| 8   | ŁKS Łódź          | 14 | 2   | 1  | 0 | 13 | 33  | 136 | -102 |